# Dmytro Pojodjouk
Dmytro Pojodjouk est un brodeur, pissankar, écrivain, journaliste, militant, ethnographe, folkloriste et ethnologue ukrainien.

## Biographie
Dmytro Pojodjouk est né le 15 octobre 1955 dans le village de Kosmatch, raïon de Kossiv, oblast d'Ivano-Frankivsk. En 1974, il entra à l'université de Lviv, où il fut membre de la société littéraire Frankova Kuznia (uk) et membre du comité de rédaction du journal de la faculté.
Il a ensuite exercé comme journaliste en Bucovine dans des magazines du raïon de Novoselitsa, Putila et Kitsman. Plus tard, il travailla à Léningrad et fut à l'initiative de la création de la revue Pysanka.
Élu deux fois député du Conseil du raïon de Kossiv (uk) sur la liste du Congrès des nationalistes ukrainiens, il présida la commission du conseil sur la culture et la spiritualité. De 2006 à 2015, il fut président du conseil du village de Kosmatch.
Depuis 2004, il a régulièrement hébergé le photographe Youri Bilak (uk), qui a réalisé des reportages sur Kosmatch et les traditions houtsoules.